# Опмер
Опмер (нід. Opmeer, нід. вимова: [ˌɔpˈmeːr] ( прослухати)) — село і муніципалітет у Нідерландах, у провінції Північна Голландія.

## Населені пункти муніципалітету
Села
- Артсвауд
- Вадвай
- Гогвауд
- Де-Вере
- Опмер
- Спанбрук

Селища
- Гауве
- Зандвервен
- Лангерейс (частково)

## Топографія
Нідерландська топографічна карта муніципалітету Опмер, червень 2015 року

## Галерея

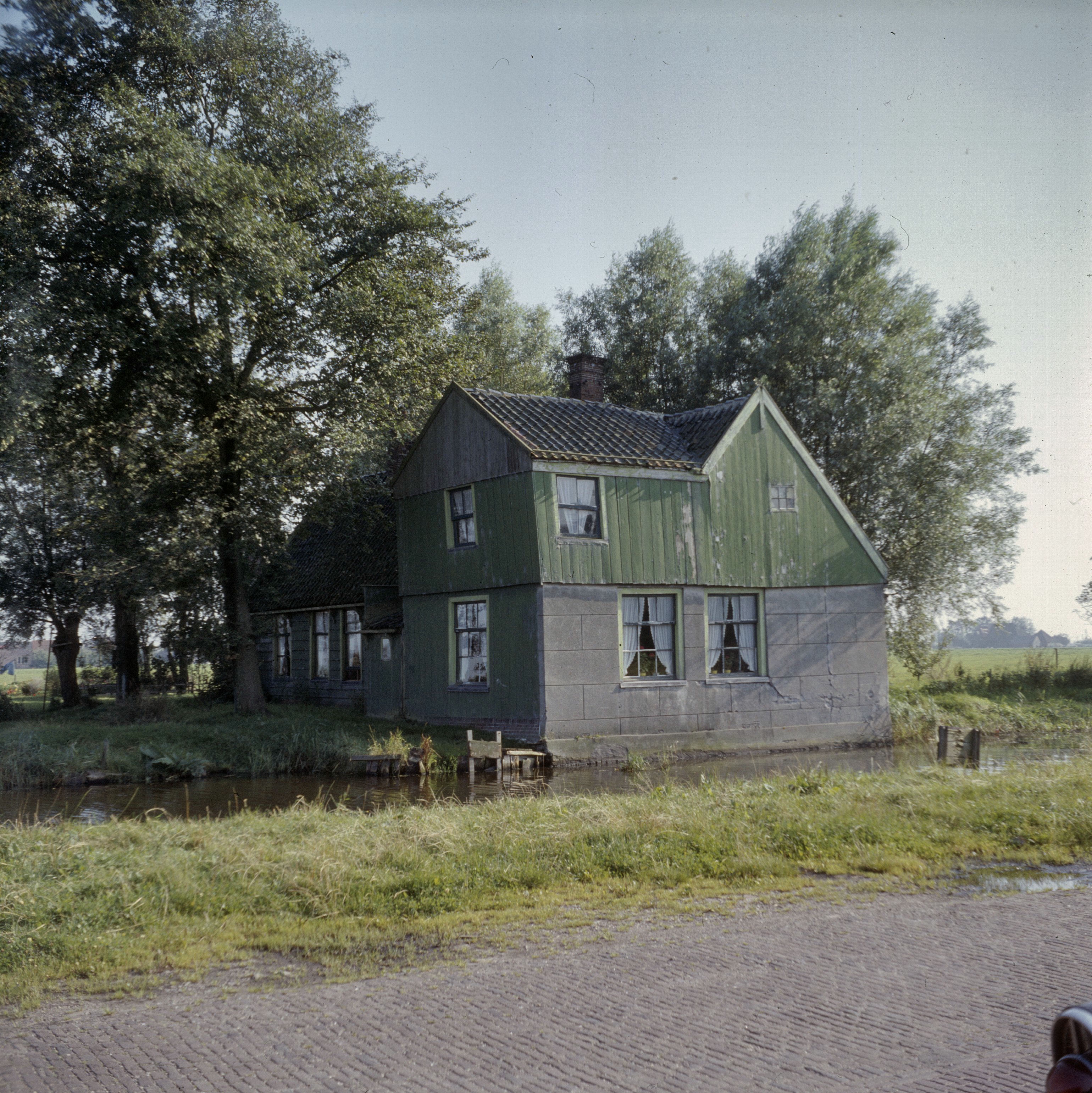
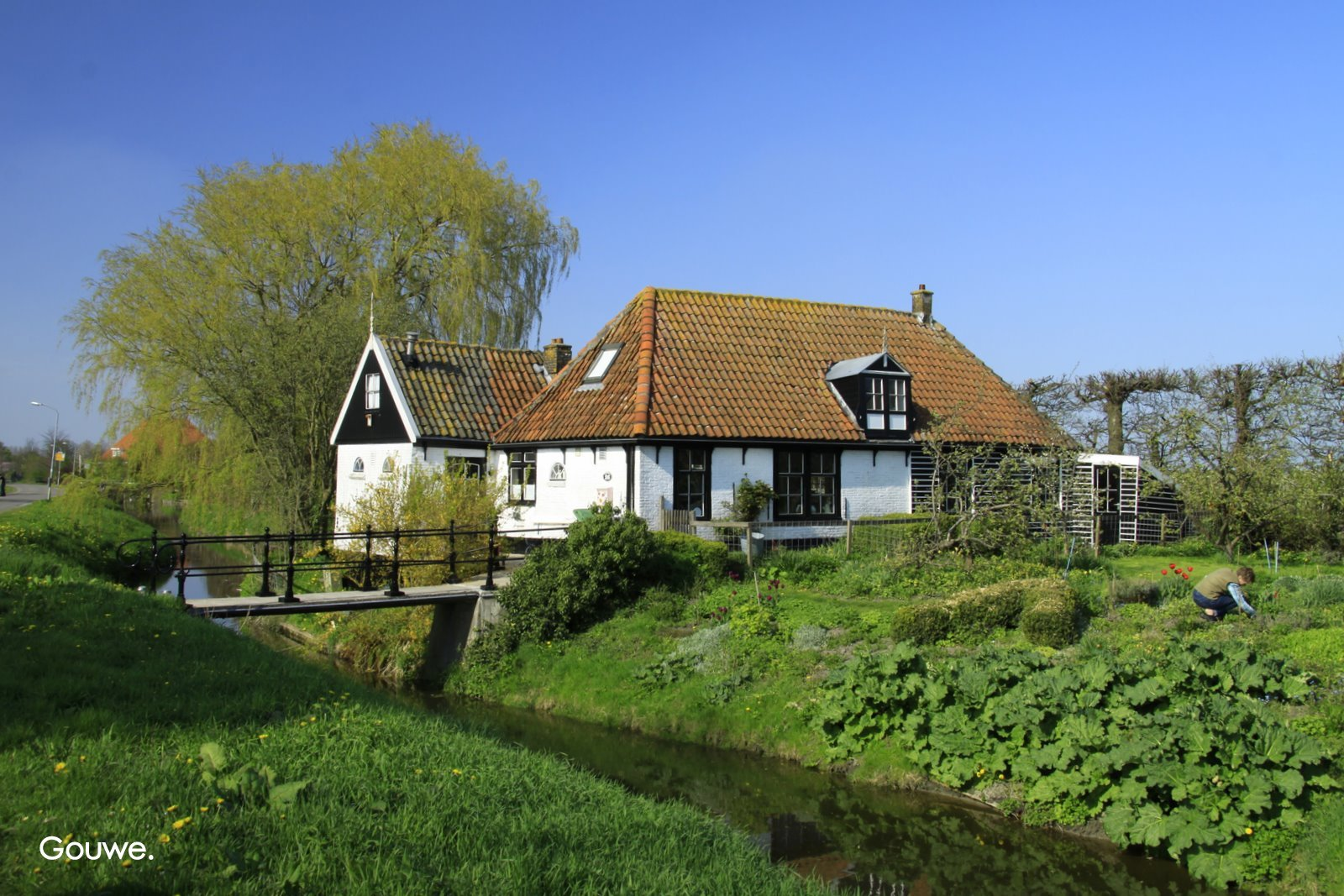
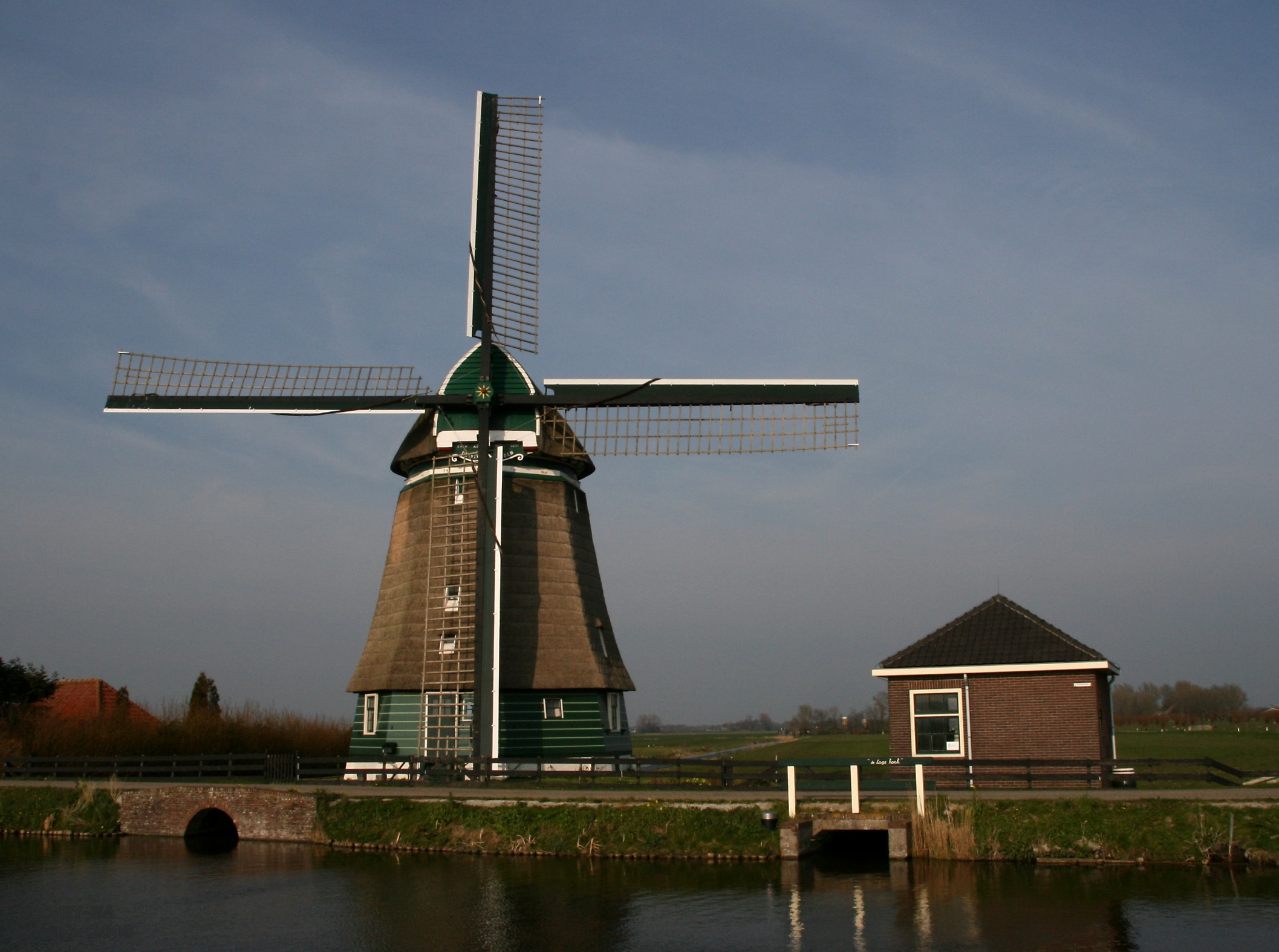
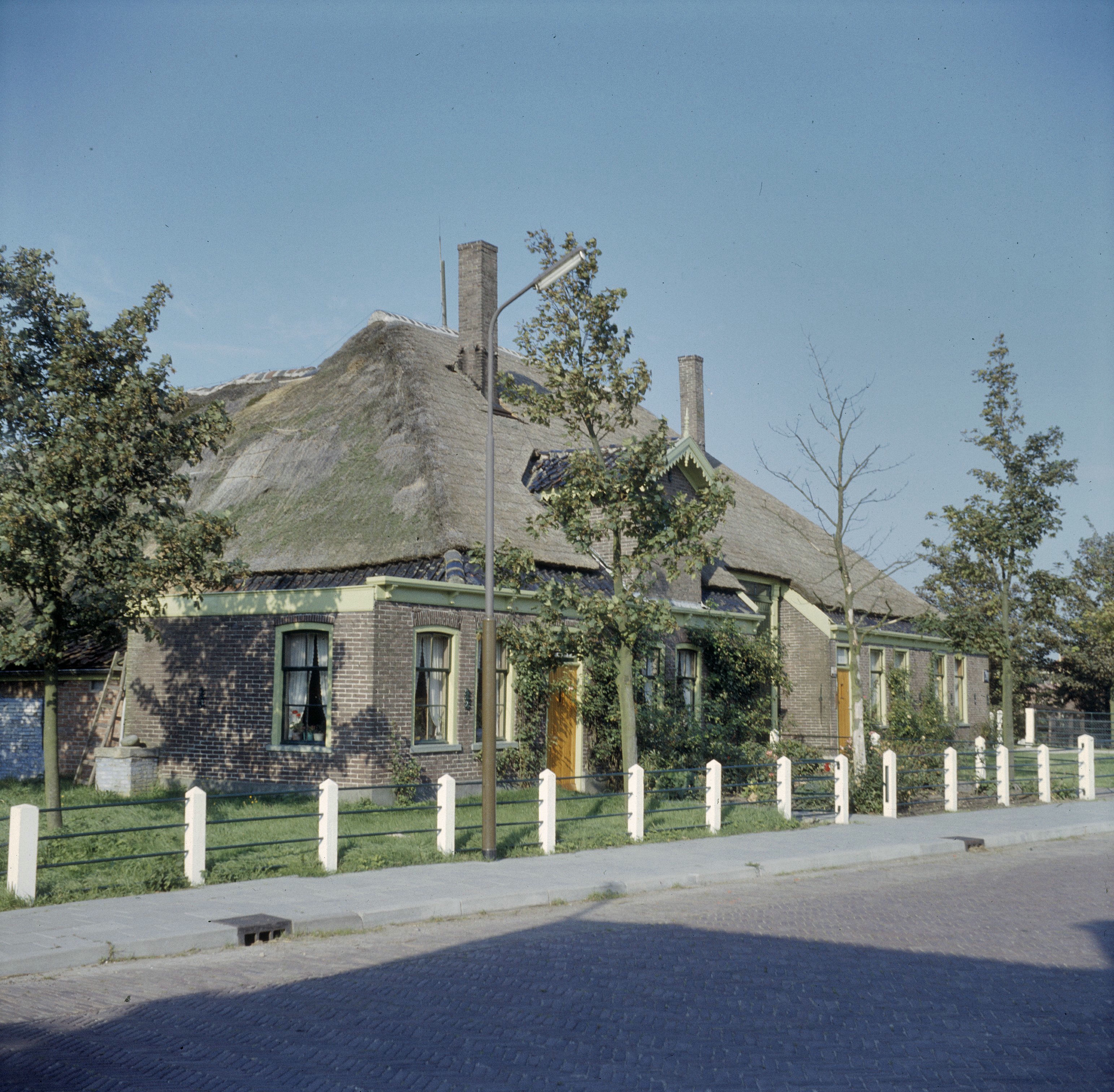